# Marta Alberto
Pour les articles homonymes, voir Alberto.
Marta Samuel Alberto, née le 10 février 1995, est une joueuse angolaise de handball qui évolue au poste de gardienne de but dans le club Primeiro de Agosto et est internationale angolaise.
Elle a représenté l'Angola au Championnat du monde 2017 en Allemagne,.

## Palmarès

### En équipe nationale
Championnats du monde
- 19e place au Championnat du monde 2017

Championnats d'Afrique
- Médaille d'or au championnat d'Afrique 2022

Jeux africains
- Médaille d'or aux Jeux africains de 2015.